# III liga polska w piłce nożnej (2009/2010)
III liga polska w piłce nożnej 2009/2010 Wystartowało w nich 130 drużyn, grając w 8 grupach systemem kołowym. Sezon ligowy rozpoczął się w sierpniu 2009, a ostatnie mecze rozegrano w czerwcu 2010.

## Zasięg terytorialny grup
| Poziomy rozgrywkowe w sezonie 2009/2010                | Poziomy rozgrywkowe w sezonie 2009/2010 | Poziomy rozgrywkowe w sezonie 2009/2010 |
| Rozgrywki                                              | P                                       | Nazwa                                   |
| ------------------------------------------------------ | --------------------------------------- | --------------------------------------- |
| Centralne                                              | I                                       | Ekstraklasa                             |
| Centralne                                              | II                                      | I Liga                                  |
| Centralne                                              | III                                     | II Liga (2 grupy)                       |
| Makroregionalne                                        | IV                                      | III Liga (8 grup)                       |
| Okręgowe (16 okręgów)*                                 | V                                       | IV Liga (19 grup)                       |
| Okręgowe (16 okręgów)*                                 | VI                                      | Klasa Okręgowa                          |
| Okręgowe (16 okręgów)*                                 | VII                                     | Klasa A                                 |
| Okręgowe (16 okręgów)*                                 | VIII                                    | Klasa B                                 |
| Okręgowe (16 okręgów)*                                 | IX                                      | Klasa C                                 |
| (*) Różna ilość klas oraz grup w zależności od okręgu. |                                         |                                         |
| System ligowy piłki nożnej w Polsce                    |                                         |                                         |

| grupa I                                 | grupa II                                   | grupa III                            | grupa IV                         |
| --------------------------------------- | ------------------------------------------ | ------------------------------------ | -------------------------------- |
|                                         |                                            |                                      |                                  |
| woj. pomorskie woj. zachodniopomorskie  | woj. kujawsko-pomorskie woj. wielkopolskie | woj. dolnośląskie woj. lubuskie      | woj. opolskie woj. śląskie       |
|                                         |                                            |                                      |                                  |
| grupa V                                 | grupa VI                                   | grupa VII                            | grupa VIII                       |
|                                         |                                            |                                      |                                  |
| woj. podlaskie woj. warmińsko-mazurskie | woj. łódzkie woj. mazowieckie              | woj. małopolskie woj. świętokrzyskie | woj. lubelskie woj. podkarpackie |

## Zasady spadków i awansów
III liga to szczebel pośredni między rozgrywkami centralnymi (II liga) i wojewódzkimi (IV liga). Wszystkie grupy liczyły po 16 drużyn, z wyjątkiem grupy VII, w której grało 18 zespołów oraz grupy IV, gdzie po wycofaniu przed sezonem Walki Makoszowy grało 15 ekip.
Mistrzowie grup uzyskali awans do II ligi, przy czym:
1. do grupy wschodniej trafili mistrzowie grup III ligi: V, VI, VII i VIII
2. do grupy zachodniej trafili mistrzowie grup III ligi: I, II, III i IV.

Po trzy ostatnie drużyny spadły do odpowiedniej terytorialnie grupy IV ligi, przy czym liczba ta mogła zwiększyć się zależnie od liczby drużyn spadających z lig wyższych.
Drużyny, które wycofały się z rozgrywek po rozegraniu mniej niż 50% spotkań, zostały automatycznie relegowane o dwa szczeble ligowe niżej (do klasy okręgowej), a osiągnięte przez nie rezultaty anulowano. Drużyny, które wycofały się z rozgrywek po rozegraniu 50% lub więcej spotkań, zostały automatycznie relegowane o dwa szczeble ligowe niżej (do klasy okręgowej), a za nierozegrane mecze przyznawano walkowery 3:0 dla zespołów przeciwnych. Wykluczenie z rozgrywek groziło również za nieprzystąpienie z własnej winy do trzech meczów.
III liga to najwyższy szczebel rozgrywkowy dla drużyn rezerw, nie miały one więc prawa do awansu. Spadek pierwszej drużyny z II ligi powodował automatycznie relegację II zespołu danego klubu do IV ligi.

## Grupa I
W grupie występowało 16 zespołów, które walczyły o miejsce premiowane awansem do grupy zachodniej II ligi. Ostatnie zespoły spadły odpowiednio do grupy pomorskiej i zachodniopomorskiej IV ligi.

### Drużyny
| Uczestnicy poprzedniej edycji | Uczestnicy poprzedniej edycji |
| ----------------------------- | ----------------------------- |
| Błękitni Stargard Szczeciński | 2                             |
| Gryf 95 Słupsk                | 3                             |
| Kaszubia Kościerzyna          | 4                             |
| Bytovia Bytów                 | 5                             |
| Rega Trzebiatów               | 6                             |
| Dąb Dębno                     | 7                             |
| Cartusia Kartuzy              | 8                             |

| Uczestnicy poprzedniej edycji | Uczestnicy poprzedniej edycji |
| ----------------------------- | ----------------------------- |
| Orkan Rumia                   | 9                             |
| Darzbór Szczecinek            | 10                            |
| Astra Ustronie Morskie        | 11                            |
| Spadek z II ligi 2008/2009    |                               |
| grupa zachodnia               |                               |
| Kotwica Kołobrzeg             | 61                            |
| Chemik Police                 | 17                            |

| Awans z IV ligi 2008/2009 | Awans z IV ligi 2008/2009 |
| ------------------------- | ------------------------- |
| grupa pomorska            |                           |
| Chojniczanka Chojnice     | 1                         |
| Gryf Wejherowo            | 2                         |
| grupa zachodniopomorska   |                           |
| Energetyk Gryfino         | 1                         |
| Piast Choszczno           | 2                         |

Objaśnienia:
1. Kotwica Kołobrzeg wycofała się z rozgrywek II ligi w poprzednim sezonie.

### Tabela
| Lp. | Drużyna                       | M  | Z  | R  | P  | Bramki | Bramki | Różn. | Pkt | Uwagi                            | Bezpośrednio |
| --- | ----------------------------- | -- | -- | -- | -- | ------ | ------ | ----- | --- | -------------------------------- | ------------ |
| 1   | Chojniczanka Chojnice (M) (A) | 30 | 19 | 6  | 5  | 70     | 42     | +28   | 63  | Awans do II ligi                 |              |
| 2   | Rega Trzebiatów               | 30 | 17 | 7  | 6  | 50     | 27     | +23   | 58  |                                  |              |
| 3   | Orkan Rumia                   | 30 | 17 | 6  | 7  | 67     | 39     | +28   | 57  |                                  |              |
| 4   | Gryf 95 Słupsk                | 30 | 14 | 8  | 8  | 58     | 42     | +16   | 50  | GRY–KAS 4:1 KAS–GRY 0:1          |              |
| 5   | Kaszubia Kościerzyna          | 30 | 15 | 5  | 10 | 56     | 40     | +16   | 50  | GRY–KAS 4:1 KAS–GRY 0:1          |              |
| 6   | Cartusia Kartuzy              | 30 | 11 | 12 | 7  | 45     | 39     | +6    | 45  |                                  |              |
| 7   | Błękitni Stargard Szczeciński | 30 | 12 | 7  | 11 | 56     | 52     | +4    | 43  |                                  |              |
| 8   | Dąb Dębno                     | 30 | 10 | 11 | 9  | 39     | 42     | −3    | 41  |                                  |              |
| 9   | Gryf Wejherowo                | 30 | 11 | 7  | 12 | 42     | 48     | −6    | 40  |                                  |              |
| 10  | Energetyk Gryfino             | 30 | 9  | 10 | 11 | 41     | 51     | −10   | 37  | ENG: 7 pkt KOT: 6 pkt CHE: 4 pkt |              |
| 11  | Kotwica Kołobrzeg             | 30 | 11 | 4  | 15 | 53     | 51     | +2    | 37  | ENG: 7 pkt KOT: 6 pkt CHE: 4 pkt |              |
| 12  | Chemik Police                 | 30 | 10 | 7  | 13 | 44     | 51     | −7    | 37  | ENG: 7 pkt KOT: 6 pkt CHE: 4 pkt |              |
| 13  | Piast Choszczno1 (S)          | 30 | 8  | 11 | 11 | 41     | 42     | −1    | 35  | Drużyna rozwiązana               |              |
| 14  | Bytovia Bytów1                | 30 | 8  | 5  | 17 | 43     | 45     | −2    | 29  |                                  |              |
| 15  | Astra Ustronie Morskie (S)    | 30 | 5  | 8  | 17 | 38     | 77     | −39   | 23  | Spadek do IV ligi                |              |
| 16  | Darzbór Szczecinek (S)        | 30 | 4  | 4  | 22 | 27     | 82     | −55   | 16  | Spadek do IV ligi                |              |

* Najlepsi Strzelcy: 24 gole - Rafał Siemaszko (Orkan Rumia),
22 gole - Piotr Kwietniewski (Kaszubia Kościerzyna),
16 goli - Adam Frączczak (Kotwica Kołobrzeg),
14 goli - Patryk Kaszczyszyn (Chojniczanka Chojnice),
13 goli - Radosław Erlich (Darzbór Szczecinek 7, Rega Trzebiatów 6), Tomasz Królak (Błękitni Stargard Szczeciński), Roman Majchrzak (Dąb Dębno) i Grzegorz Wawreńczuk (Rega Trzebiatów),
11 goli - Daniel Fabich (Chojniczanka Chojnice),
10 goli - Tomasz Bejuk (Piast Choszczno), Łukasz Dłubis (Dąb Dębno), Jakub Gronowski (Gryf Wejherowo) i Robert Śliwiński (Rega Trzebiatów).

## Grupa II
W grupie występowało 16 zespołów, które walczyły o miejsce premiowane awansem do grupy zachodniej II ligi. Ostatnie zespoły spadły odpowiednio do grupy kujawsko-pomorskiej lub wielkopolskiej południowej i wielkopolskiej północnej IV ligi. 			

### Drużyny
| Uczestnicy poprzedniej edycji | Uczestnicy poprzedniej edycji |
| ----------------------------- | ----------------------------- |
| Goplania Inowrocław           | 2                             |
| Górnik Konin                  | 3                             |
| Lech Rypin                    | 4                             |
| Unia Swarzędz                 | 5                             |
| Sparta Oborniki               | 6                             |
| Polonia 1912 Leszno           | 7                             |
| Polonia Nowy Tomyśl           | 8                             |
| Legia Chełmża                 | 9                             |

| Uczestnicy poprzedniej edycji | Uczestnicy poprzedniej edycji |
| ----------------------------- | ----------------------------- |
| Włocłavia Włocławek           | 11                            |
| Zdrój Ciechocinek             | 12                            |
| Mieszko Gniezno               | 131                           |
| Spadek z II ligi 2008/2009    |                               |
| grupa zachodnia               |                               |
| Victoria Koronowo             | 15                            |

| Awans z IV ligi 2008/2009     | Awans z IV ligi 2008/2009 |
| ----------------------------- | ------------------------- |
| grupa kujawsko-pomorska       |                           |
| Wda Świecie                   | 1                         |
| Notecianka Pakość             | 2                         |
| grupa wielkopolska północna   |                           |
| Lubuszanin Trzcianka          | 1                         |
| grupa wielkopolska południowa |                           |
| Calisia Kalisz                | 1                         |

Objaśnienia:
1. Promień Opalenica poinformowała, że jej druga drużyna stała się pierwszą, a zespół wycofał się z rozgrywek III ligi gr. kujawsko-pomorsko-wielkopolskiej po zakończeniu poprzedniego sezonu i rozpoczął rozgrywki w lidze okręgowej okręgu poznańskiego[1]. W związku z tym w lidze utrzymał się Mieszko Gniezno.

### Tabela
| Lp. | Drużyna                     | M  | Z  | R  | P  | Bramki | Bramki | Różn. | Pkt | Uwagi                   | Bezpośrednio |
| --- | --------------------------- | -- | -- | -- | -- | ------ | ------ | ----- | --- | ----------------------- | ------------ |
| 1   | Polonia Nowy Tomyśl (M) (A) | 30 | 20 | 5  | 5  | 70     | 29     | +41   | 65  | Awans do II ligi        |              |
| 2   | Victoria Koronowo           | 30 | 19 | 5  | 6  | 90     | 38     | +52   | 62  |                         |              |
| 3   | Górnik Konin                | 30 | 18 | 7  | 5  | 51     | 30     | +21   | 61  |                         |              |
| 4   | Unia Swarzędz               | 30 | 15 | 9  | 6  | 58     | 29     | +29   | 54  | UNS–CAL 3:0 CAL–UNS 1:0 |              |
| 5   | Calisia Kalisz              | 30 | 17 | 3  | 10 | 48     | 35     | +13   | 54  | UNS–CAL 3:0 CAL–UNS 1:0 |              |
| 6   | Lech Rypin                  | 30 | 15 | 8  | 7  | 51     | 26     | +25   | 53  |                         |              |
| 7   | Wda Świecie                 | 30 | 16 | 4  | 10 | 51     | 32     | +19   | 52  |                         |              |
| 8   | Włocłavia Włocławek         | 30 | 12 | 6  | 12 | 40     | 43     | −3    | 42  |                         |              |
| 9   | Lubuszanin Trzcianka        | 30 | 10 | 8  | 12 | 38     | 34     | +4    | 38  |                         |              |
| 10  | Notecianka Pakość           | 30 | 10 | 7  | 13 | 38     | 47     | −9    | 37  |                         |              |
| 11  | Polonia 1912 Leszno         | 30 | 9  | 3  | 18 | 34     | 55     | −21   | 30  |                         |              |
| 12  | Mieszko Gniezno             | 30 | 7  | 8  | 15 | 26     | 51     | −25   | 29  |                         |              |
| 13  | Sparta Oborniki (S)         | 30 | 7  | 7  | 16 | 43     | 55     | −12   | 28  | Spadek do IV ligi       |              |
| 14  | Legia Chełmża (S)           | 30 | 5  | 9  | 16 | 35     | 67     | −32   | 24  | Spadek do IV ligi       |              |
| 15  | Zdrój Ciechocinek (S)       | 30 | 6  | 5  | 19 | 27     | 77     | −50   | 23  | Spadek do IV ligi       |              |
| 16  | Goplania Inowrocław (S)     | 30 | 2  | 10 | 18 | 24     | 76     | −52   | 16  | Spadek do IV ligi       |              |

* Najlepsi Strzelcy: 25 goli - Paweł Kanik (Victoria Koronowo),
23 gole -  Dmytro Koszakow (Polonia Nowy Tomyśl),
21 goli - Jakub Kujawka (Victoria Koronowo),
18 goli - Paweł Kukowski (Lech Rypin),
16 goli - Maciej Stawiński (Calisia Kalisz),
14 goli - Marcin Hercog (Unia Swarzędz),
13 goli - Arkadiusz Bajerski (Górnik Konin) i Adam Kardasz (Victoria Koronowo),
12 goli - Billy Abbott (Włocłavia Włocławek),
11 goli - Paweł Piceluk (Lech Rypin),
10 goli - Mariusz Barlik (Wda Świecie), Błażej Ciesielski (Calisia Kalisz), Leszek Szczygielski (Wda Świecie) i /  Marcus Vinicius da Silva (Zdrój Ciechocinek).

## Grupa III
W grupie występowało 16 zespołów, które walczyły o miejsce premiowane awansem do grupy zachodniej II ligi. Ostatnie zespoły spadły do grupy lubuskiej IV ligi. 			

### Drużyny
| Uczestnicy poprzedniej edycji | Uczestnicy poprzedniej edycji |
| ----------------------------- | ----------------------------- |
| Polonia/Sparta Świdnica       | 2                             |
| MKS Oława                     | 4                             |
| KS Bystrzyca Kąty Wrocławskie | 5                             |
| Chrobry Głogów                | 6                             |
| Ilanka Rzepin                 | 7                             |
| Pogoń Świebodzin              | 8                             |

| Uczestnicy poprzedniej edycji | Uczestnicy poprzedniej edycji |
| ----------------------------- | ----------------------------- |
| Promień Żary                  | 9                             |
| Pogoń Oleśnica                | 10                            |
| Orzeł Ząbkowice Śląskie       | 11                            |
| Arka Nowa Sól                 | 12                            |
| Tęcza Krosno Odrzańskie       | 15                            |
| Łucznik Strzelce Krajeńskie   | 16                            |

| Awans z IV ligi 2008/2009  | Awans z IV ligi 2008/2009 |
| -------------------------- | ------------------------- |
| grupa dolnośląska          |                           |
| Górnik Wałbrzych           | 1                         |
| Polonia Trzebnica          | 21                        |
| grupa lubuska              |                           |
| Vitrosilicon Iłowa         | 1                         |
| Celuloza Kostrzyn nad Odrą | 21                        |

Objaśnienia:
1. Drużyny Zagłębie II Lubin (3. miejsce), Lechia II Zielona Góra (13. miejsce) i Unia Kunice (14. miejsce) wycofały się po zakończeniu rozgrywek poprzedniego sezonu. W związku z tym, dodatkowy awans wywalczyły Celuloza Kostrzyn nad Odrą i Polonia Trzebnica.

### Tabela
| Lp. | Drużyna                         | M  | Z  | R  | P  | Bramki | Bramki | Różn. | Pkt | Uwagi                   | Bezpośrednio      |
| --- | ------------------------------- | -- | -- | -- | -- | ------ | ------ | ----- | --- | ----------------------- | ----------------- |
| 1   | Górnik Wałbrzych (M) (A)        | 30 | 21 | 3  | 6  | 61     | 25     | +36   | 66  | Awans do II ligi        |                   |
| 2   | Chrobry Głogów                  | 30 | 20 | 5  | 5  | 72     | 27     | +45   | 65  |                         |                   |
| 3   | Polonia Trzebnica               | 30 | 19 | 6  | 5  | 64     | 28     | +36   | 63  |                         |                   |
| 4   | KS Bystrzyca Kąty Wrocławskie   | 30 | 19 | 4  | 7  | 61     | 31     | +30   | 61  |                         |                   |
| 5   | Pogoń Świebodzin                | 30 | 15 | 4  | 11 | 43     | 40     | +3    | 49  |                         |                   |
| 6   | Polonia/Sparta Świdnica         | 30 | 13 | 4  | 13 | 50     | 39     | +11   | 43  |                         |                   |
| 7   | Pogoń Oleśnica                  | 30 | 11 | 8  | 11 | 39     | 45     | −6    | 41  |                         |                   |
| 8   | Arka Nowa Sól                   | 30 | 11 | 7  | 12 | 37     | 54     | −17   | 40  |                         |                   |
| 9   | Ilanka Rzepin                   | 30 | 9  | 12 | 9  | 46     | 41     | +5    | 39  |                         |                   |
| 10  | MKS Oława                       | 30 | 10 | 7  | 13 | 48     | 45     | +3    | 37  |                         |                   |
| 11  | Celuloza Kostrzyn nad Odrą      | 30 | 10 | 4  | 16 | 30     | 41     | −11   | 34  | CKO–PRŻ 1:0 PRŻ–CKO 0:0 |                   |
| 12  | Promień Żary                    | 30 | 10 | 4  | 16 | 39     | 46     | −7    | 34  | CKO–PRŻ 1:0 PRŻ–CKO 0:0 |                   |
| 13  | Orzeł Ząbkowice Śląskie         | 30 | 9  | 5  | 16 | 39     | 55     | −16   | 32  | OZŚ–VIL 2:1 VIL–OZŚ 2:2 |                   |
| 14  | Vitrosilicon Iłowa (S)          | 30 | 9  | 5  | 16 | 34     | 55     | −21   | 32  | OZŚ–VIL 2:1 VIL–OZŚ 2:2 | Spadek do IV ligi |
| 15  | Tęcza Krosno Odrzańskie (S)     | 30 | 6  | 4  | 20 | 20     | 69     | −49   | 22  |                         | Spadek do IV ligi |
| 16  | Łucznik Strzelce Krajeńskie (S) | 30 | 5  | 4  | 21 | 16     | 58     | −42   | 19  |                         | Spadek do IV ligi |

* Najlepsi Strzelcy: 17 goli - Łukasz Ochmański (MKS Oława),
15 goli - Konrad Węglarz (Chrobry Głogów),
14 goli - Dominik Janik (Górnik Wałbrzych), Szymon Jaskułowski (Polonia Trzebnica) i Przemysław Stasiak (Polonia Trzebnica),
13 goli - Łukasz Czyżyk (Promień Żary), Łukasz Kałużny (Arka Nowa Sól) i Adrian Moszyk (Górnik Wałbrzych),
10 goli - Piotr Błauciak (Chrobry Głogów), Grzegorz Borkowski (Vitrosilicon-Intra Iłowa), Robert Budzałek (Celuloza Kostrzyn nad Odrą) i  Christian Ndubuisi Nnamani (Ilanka Rzepin),

## Grupa IV

### Drużyny
| Uczestnicy poprzedniej edycji | Uczestnicy poprzedniej edycji |
| ----------------------------- | ----------------------------- |
| BKS Stal Bielsko-Biała        | 2                             |
| LZS Leśnica                   | 3                             |
| Ruch Zdzieszowice             | 4                             |
| Orzeł Babienica/Psary         | 6                             |
| Rozwój Katowice               | 7                             |

| Uczestnicy poprzedniej edycji | Uczestnicy poprzedniej edycji |
| ----------------------------- | ----------------------------- |
| Energetyk ROW Rybnik          | 9                             |
| Pniówek Pawłowice Śląskie     | 10                            |
| KS Krasiejów                  | 11                            |
| Skalnik Gracze                | 13                            |
| TOR Dobrzeń Wielki            | 141                           |

| Awans z IV ligi 2008/2009 | Awans z IV ligi 2008/2009 |
| ------------------------- | ------------------------- |
| grupa opolska             |                           |
| Start Bogdanowice         | 1                         |
| Start Namysłów            | 2                         |
| grupa śląska I            |                           |
| Victoria Częstochowa      | 1                         |
| grupa śląska II           |                           |
| Skałka Żabnica            | 1                         |

Objaśnienia:
1. Beskid Skoczów wycofał się po zakończeniu poprzedniego sezonu, w związku z czym utrzymał się TOR Dobrzeń Wielki.

### Tabela
| Lp. | Drużyna                   | M  | Z  | R  | P  | Bramki | Bramki | Różn. | Pkt | Uwagi                   | Bezpośrednio            |
| --- | ------------------------- | -- | -- | -- | -- | ------ | ------ | ----- | --- | ----------------------- | ----------------------- |
| 1   | Ruch Zdzieszowice (M) (A) | 28 | 20 | 5  | 3  | 57     | 16     | +41   | 65  | Awans do II ligi        |                         |
| 2   | BKS Stal Bielsko-Biała    | 28 | 16 | 7  | 5  | 41     | 21     | +20   | 55  |                         | BKS–ŻAB 1:0 ŻAB–BKS 0:1 |
| 3   | Skałka Żabnica            | 28 | 17 | 4  | 7  | 60     | 30     | +30   | 55  |                         | BKS–ŻAB 1:0 ŻAB–BKS 0:1 |
| 4   | Rozwój Katowice           | 28 | 15 | 5  | 8  | 47     | 23     | +24   | 50  |                         |                         |
| 5   | Energetyk ROW Rybnik      | 28 | 14 | 6  | 8  | 46     | 32     | +14   | 48  | ROW–PNI 2:1 PNI–ROW 1:4 |                         |
| 6   | Pniówek Pawłowice Śląskie | 28 | 14 | 6  | 8  | 59     | 36     | +23   | 48  | ROW–PNI 2:1 PNI–ROW 1:4 |                         |
| 7   | LZS Leśnica               | 28 | 13 | 7  | 8  | 49     | 30     | +19   | 46  |                         |                         |
| 8   | Victoria Częstochowa      | 28 | 12 | 7  | 9  | 38     | 42     | −4    | 43  |                         |                         |
| 9   | Skalnik Gracze            | 28 | 11 | 7  | 10 | 31     | 36     | −5    | 40  |                         |                         |
| 10  | Orzeł Babienica/Psary     | 28 | 8  | 9  | 11 | 29     | 34     | −5    | 33  |                         |                         |
| 11  | KS Krasiejów              | 28 | 9  | 1  | 18 | 29     | 46     | −17   | 28  |                         |                         |
| 12  | Victoria Chróścice        | 28 | 4  | 11 | 13 | 31     | 54     | −23   | 23  |                         |                         |
| 13  | Start Bogdanowice2        | 28 | 4  | 7  | 17 | 35     | 69     | −34   | 19  |                         |                         |
| 14  | TOR Dobrzeń Wielki (S)    | 28 | 4  | 5  | 19 | 26     | 73     | −47   | 17  | Spadek do IV ligi       |                         |
| 15  | Start Namysłów (S)        | 28 | 3  | 5  | 20 | 25     | 61     | −36   | 14  | Spadek do IV ligi       |                         |

* Najlepsi Strzelcy: 14 goli - Marcin Mazurek (Pniówek Pawłowice) i Stanisław Wróbel (LZS Leśnica),
13 goli - Patryk Pabiniak (Start Namysłów),
12 goli - Tomasz Damrat (Ruch Zdzieszowice), Marek Gładkowski (LZS Leśnica), Bartosz Polis (Orzeł Babienica/Psary 2, Rozwój Katowice 10) i Robert Żbikowski (Pniówek Pawłowice),
10 goli -  Ján Beliančin (Skałka Żabnica), Roland Buchała (Ruch Zdzieszowice), Sebastian Kapinos (Energetyk ROW Rybnik), Mariusz Kapłon (Ruch Zdzieszowice) i Adrian Kozieł (Orzeł Babienica/Psary).

## Grupa V
| Lp. | Drużyna                  | M  | Z  | R  | P  | Bramki | Bramki | Różn. | Pkt | Uwagi                   | Bezpośrednio            |
| --- | ------------------------ | -- | -- | -- | -- | ------ | ------ | ----- | --- | ----------------------- | ----------------------- |
| 1   | Sokół Sokółka (M) (A)    | 30 | 22 | 5  | 3  | 57     | 18     | +39   | 71  | Awans do II ligi        |                         |
| 2   | Huragan Morąg            | 30 | 15 | 8  | 7  | 54     | 28     | +26   | 53  |                         |                         |
| 3   | Czarni Olecko            | 30 | 16 | 3  | 11 | 51     | 41     | +10   | 51  |                         |                         |
| 4   | Olimpia Zambrów          | 30 | 14 | 8  | 8  | 40     | 30     | +10   | 50  |                         |                         |
| 5   | Concordia Elbląg         | 30 | 14 | 6  | 10 | 51     | 41     | +10   | 48  |                         |                         |
| 6   | Warmia Grajewo           | 30 | 12 | 10 | 8  | 40     | 30     | +10   | 46  |                         |                         |
| 7   | Motor Lubawa2,4          | 30 | 11 | 9  | 10 | 43     | 44     | −1    | 42  |                         |                         |
| 8   | Start Działdowo          | 30 | 10 | 10 | 10 | 34     | 32     | +2    | 40  |                         |                         |
| 9   | Pogoń Łapy               | 30 | 11 | 6  | 13 | 33     | 37     | −4    | 39  | ŁAP–MRĄ 2:0 MRĄ–ŁAP 4:2 |                         |
| 10  | Mrągowia Mrągowo         | 30 | 10 | 9  | 11 | 46     | 43     | +3    | 39  | ŁAP–MRĄ 2:0 MRĄ–ŁAP 4:2 |                         |
| 11  | Promień Mońki            | 30 | 10 | 8  | 12 | 42     | 47     | −5    | 38  |                         |                         |
| 12  | Mazur Ełk1,2 (B)         | 30 | 9  | 7  | 14 | 46     | 53     | −7    | 34  | Baraże o utrzymanie     | EŁK–VĘG 1:1 VĘG–EŁK 1:1 |
| 13  | Vęgoria Węgorzewo1,2 (B) | 30 | 9  | 7  | 14 | 29     | 43     | −14   | 34  | Baraże o utrzymanie     | EŁK–VĘG 1:1 VĘG–EŁK 1:1 |
| 14  | MKS Mielnik3 (S)         | 30 | 6  | 10 | 14 | 32     | 57     | −25   | 28  | Spadek do IV ligi       | MIE–KOL 2:0 KOL–MIE 1:0 |
| 15  | Orzeł Kolno3,4 (S)       | 30 | 7  | 7  | 16 | 23     | 39     | −16   | 28  | Spadek do IV ligi       | MIE–KOL 2:0 KOL–MIE 1:0 |
| 16  | Tur Bielsk Podlaski (S)  | 30 | 7  | 1  | 22 | 16     | 54     | −38   | 22  | Spadek do IV ligi       |                         |

* Najlepsi Strzelcy: 17 goli - Bartłomiej Wierzbicki (Mazur Ełk),
16 goli - Daniel Komorowski (Huragan Morąg 8, Concordia Elbląg 8) i Łukasz Kuśnierz (Mrągowia Mrągowo),
14 goli - Mariusz Machniak (Vęgoria Węgorzewo),
13 goli - Kamil Graczyk (Huragan Morąg 4, Concordia Elbląg 9) i Dzidosław Żuberek (Sokół Sokółka),
12 goli - Tomasz Jakuszewski (Olimpia Zambrów),
11 goli - Piotr Piceluk (Motor Lubawa),
10 goli - Sebastian Gryka (Concordia Elbląg), Marcin Ogrodowczyk (Start Działdowo), Kamil Stanisławski (Pogoń Łapy), Kamil Szarnecki (Czarni Olecko) i Norbert Toczydłowski (Sokół Sokółka).

## Grupa VI
| Lp. | Drużyna                       | M  | Z  | R  | P  | Bramki | Bramki | Różn. | Pkt | Uwagi                   | Bezpośrednio |
| --- | ----------------------------- | -- | -- | -- | -- | ------ | ------ | ----- | --- | ----------------------- | ------------ |
| 1   | GLKS Nadarzyn (M) (A)         | 30 | 20 | 6  | 4  | 51     | 21     | +30   | 66  | Awans do II ligi        |              |
| 2   | Radomiak Radom                | 30 | 19 | 6  | 5  | 59     | 23     | +36   | 63  |                         |              |
| 3   | KS Piaseczno                  | 30 | 16 | 10 | 4  | 50     | 23     | +27   | 58  |                         |              |
| 4   | Pogoń Siedlce                 | 30 | 15 | 7  | 8  | 49     | 40     | +9    | 52  |                         |              |
| 5   | MKS Kutno                     | 30 | 15 | 5  | 10 | 59     | 42     | +17   | 50  |                         |              |
| 6   | Mazur Karczew                 | 30 | 14 | 5  | 11 | 41     | 30     | +11   | 47  |                         |              |
| 7   | Warta Sieradz                 | 30 | 12 | 9  | 9  | 40     | 38     | +2    | 45  |                         |              |
| 8   | Narew Ostrołęka               | 30 | 13 | 5  | 12 | 47     | 41     | +6    | 44  |                         |              |
| 9   | Legionovia Legionowo          | 30 | 10 | 9  | 11 | 32     | 41     | −9    | 39  | LGO–WZE 1:0 WZE–LGO 1:1 |              |
| 10  | Włókniarz Zelów               | 30 | 10 | 9  | 11 | 30     | 33     | −3    | 39  | LGO–WZE 1:0 WZE–LGO 1:1 |              |
| 11  | UKS SMS Łódź                  | 30 | 10 | 6  | 14 | 39     | 34     | +5    | 36  |                         |              |
| 12  | Omega Kleszczów (S)           | 30 | 8  | 9  | 13 | 36     | 41     | −5    | 33  | Spadek do IV ligi       |              |
| 13  | Nadnarwianka Pułtusk (S)      | 30 | 9  | 5  | 16 | 31     | 41     | −10   | 32  | Spadek do IV ligi       |              |
| 14  | Wisła II Płock (S)            | 30 | 9  | 3  | 18 | 43     | 63     | −20   | 30  | Spadek do IV ligi       |              |
| 15  | Pogoń-Ekolog Zduńska Wola (S) | 30 | 7  | 5  | 18 | 30     | 56     | −26   | 26  | Spadek do IV ligi       |              |
| 16  | Stal Niewiadów1               | 30 | 1  | 5  | 24 | 11     | 81     | −70   | 8   | Drużyna wycofana        |              |

* Najlepsi Strzelcy: 20 goli - Dariusz Dziewulski (Pogoń Siedlce),
15 goli -  Ifeanyi Godstime Uwadizu (Narew Ostrołęka 6, Legionovia Legionowo 9) i Marcin Kobierski (Warta Sieradz),
14 goli -  Samuelson Chukwuma Odunka (KS Piaseczno),
13 goli - Piotr Gląba (UKS SMS Łódź) i Rafał Jankowski (MKS Kutno),
11 goli - Hubert Górski (Omega Kleszczów), Karol Jankowski (GLKS Nadarzyn), Paweł Tarnowski (Radomiak Radom) i Krzysztof Wierzba (Radomiak Radom),
10 goli - Maciej Jankowski (KS Piaseczno), Krzysztof Kuźmińczuk (Legionovia Legionowo) i Jakub Wójcicki (GLKS Nadarzyn).

## Grupa VII

### Drużyny
| Uczestnicy poprzedniej edycji | Uczestnicy poprzedniej edycji |
| ----------------------------- | ----------------------------- |
| Hutnik Kraków                 | 3²                            |
| Dalin Myślenice               | 4                             |
| Puszcza Niepołomice           | 5                             |
| Wierna Małogoszcz             | 6                             |
| Garbarnia Kraków              | 7                             |
| Czarni Połaniec               | 8                             |
| Glinik Gorlice                | 9                             |

| Uczestnicy poprzedniej edycji | Uczestnicy poprzedniej edycji |
| ----------------------------- | ----------------------------- |
| Lubrzanka Kajetanów           | 10                            |
| Unia Tarnów                   | 11                            |
| Naprzód Jędrzejów             | 12                            |
| Orlicz Suchedniów             | 13³                           |
| Spadek z II ligi 2008/2009    |                               |
| grupa wschodnia               |                               |
| Górnik Wieliczka              | 51                            |
| Nida Pińczów                  | 16                            |

| Awans z IV ligi 2008/2009 | Awans z IV ligi 2008/2009 |
| ------------------------- | ------------------------- |
| grupa świętokrzyska       |                           |
| Hetman Włoszczowa         | 1                         |
| Juventa Starachowice      | 2                         |
| grupa małopolska          |                           |
| Beskid Andrychów          | 1                         |
| MZKS Alwernia             | 2                         |

Objaśnienia:
1. Górnik Wieliczka wycofał się z rozgrywek II ligi po poprzednim sezonie.
2. Mistrz grupy – Korona II Kielce – nie mógł awansować na szczebel centralny, wobec czego awans uzyskała druga drużyna, natomiast trzecia – Hutnik Kraków – brała udział w barażach o awans do II ligi. W nich Hutnik przegrał jednak z Jeziorakiem Iława.
3. Korona II Kielce wycofała się po zakończeniu poprzedniego sezonu, w związku z czym utrzymał się Orlicz Suchedniów.

### Tabela
| Lp. | Drużyna                     | M  | Z  | R  | P  | Bramki | Bramki | Różn. | Pkt | Uwagi                   | Bezpośrednio            |
| --- | --------------------------- | -- | -- | -- | -- | ------ | ------ | ----- | --- | ----------------------- | ----------------------- |
| 1   | Puszcza Niepołomice (M) (A) | 34 | 22 | 4  | 8  | 65     | 27     | +38   | 70  | Awans do II ligi        |                         |
| 2   | Garbarnia Kraków            | 34 | 19 | 7  | 8  | 55     | 34     | +21   | 64  |                         |                         |
| 3   | Unia Tarnów                 | 34 | 20 | 3  | 11 | 53     | 38     | +15   | 63  |                         |                         |
| 4   | Dalin Myślenice             | 34 | 17 | 7  | 10 | 68     | 47     | +21   | 58  | DAL–HUT 1:0 HUT–DAL 3:2 |                         |
| 5   | Hutnik Kraków1 (S)          | 34 | 18 | 4  | 12 | 77     | 46     | +31   | 58  | DAL–HUT 1:0 HUT–DAL 3:2 | Spadek do IV ligi       |
| 6   | Orlicz Suchedniów           | 34 | 18 | 2  | 14 | 52     | 38     | +14   | 56  |                         | ORS–JUV 4:0 JUV–ORS 2:3 |
| 7   | Juventa Starachowice        | 34 | 18 | 2  | 14 | 50     | 44     | +6    | 56  |                         | ORS–JUV 4:0 JUV–ORS 2:3 |
| 8   | Czarni Połaniec             | 34 | 16 | 5  | 13 | 52     | 39     | +13   | 53  |                         |                         |
| 9   | Wierna Małogoszcz           | 34 | 13 | 13 | 8  | 34     | 26     | +8    | 52  |                         |                         |
| 10  | Kmita Zabierzów             | 34 | 14 | 9  | 11 | 54     | 41     | +13   | 51  |                         |                         |
| 11  | Nida Pińczów                | 34 | 14 | 7  | 13 | 44     | 46     | −2    | 49  |                         |                         |
| 12  | Beskid Andrychów            | 34 | 14 | 3  | 17 | 59     | 66     | −7    | 45  | BES–GÓR 3:1 GÓR–BES 1:2 |                         |
| 13  | Górnik Wieliczka            | 34 | 13 | 6  | 15 | 63     | 60     | +3    | 45  | BES–GÓR 3:1 GÓR–BES 1:2 |                         |
| 14  | Naprzód Jędrzejów           | 34 | 13 | 4  | 17 | 52     | 57     | −5    | 43  |                         |                         |
| 15  | MZKS Alwernia (S)           | 34 | 7  | 13 | 14 | 28     | 48     | −20   | 34  | Spadek do IV ligi       |                         |
| 16  | Lubrzanka Kajetanów (S)     | 34 | 6  | 7  | 21 | 28     | 87     | −59   | 25  | Spadek do IV ligi       |                         |
| 17  | Glinik Gorlice (S)          | 34 | 5  | 6  | 23 | 25     | 67     | −42   | 21  | Spadek do IV ligi       |                         |
| 18  | Hetman Włoszczowa (S)       | 34 | 4  | 8  | 22 | 28     | 76     | −48   | 20  | Spadek do IV ligi       |                         |

* Najlepsi Strzelcy: 21 goli - Dariusz Anduła (Juventa Starachowice),
19 goli - Mariusz Jaros (Orlicz Suchedniów), Józef Mazela (Kmita Zabierzów 8, MZKS Alwernia 11) i Łukasz Pazurkiewicz (Górnik Wieliczka),
17 goli - Mateusz Fryc (Naprzód Jędrzejów) i Piotr Kajda (Czarni Połaniec),
16 goli - Grzegorz Derek (Beskid Andrychów), Dawid Kałat (Dalin Myślenice) i Bartosz Praciak (Garbarnia Kraków),
14 goli - Łukasz Mika (Nida Pińczów) i Krzysztof Świątek (Hutnik Kraków),
13 goli - Przemysław Knapik (Beskid Andrychów) i Paweł Wojdała (Kmita Zabierzów),
12 goli - Rafał Kmak (Puszcza Niepołomice),
11 goli - Dawid Szewczyk (Hutnik Kraków) i Sławomir Zubel (Puszcza Niepołomice),
10 goli - Michał Bracha (Lubrzanka Kajetanów), Dariusz Fryś (Beskid Andrychów), Piotr Gruszka (Górnik Wieliczka), Mariusz Kęsek (Dalin Myślenice) i Krzysztof Kusia (Puszcza Niepołomice).

## Grupa VIII
| Lp. | Drużyna                     | M  | Z  | R  | P  | Bramki | Bramki | Różn. | Pkt | Uwagi                   | Bezpośrednio |
| --- | --------------------------- | -- | -- | -- | -- | ------ | ------ | ----- | --- | ----------------------- | ------------ |
| 1   | Spartakus Szarowola (M) (A) | 30 | 22 | 4  | 4  | 57     | 16     | +41   | 70  | Awans do II ligi        |              |
| 2   | Górnik II Łęczna            | 30 | 20 | 5  | 5  | 47     | 19     | +28   | 65  |                         |              |
| 3   | Avia Świdnik                | 30 | 14 | 11 | 5  | 34     | 22     | +12   | 53  |                         |              |
| 4   | Stal Sanok                  | 30 | 13 | 6  | 11 | 37     | 37     | 0     | 45  |                         |              |
| 5   | Siarka Tarnobrzeg           | 30 | 11 | 11 | 8  | 33     | 34     | −1    | 44  | SIA–TTL 0:0 TTL–SIA 0:2 |              |
| 6   | Tomasovia Tomaszów Lubelski | 30 | 11 | 11 | 8  | 32     | 28     | +4    | 44  | SIA–TTL 0:0 TTL–SIA 0:2 |              |
| 7   | Unia Nowa Sarzyna           | 30 | 11 | 10 | 9  | 35     | 31     | +4    | 43  |                         |              |
| 8   | Izolator Boguchwała         | 30 | 10 | 9  | 11 | 38     | 31     | +7    | 39  |                         |              |
| 9   | Podlasie Biała Podlaska     | 30 | 10 | 8  | 12 | 27     | 28     | −1    | 38  | PBP–WPU 1:0 WPU–PBP 2:3 |              |
| 10  | Wisła Puławy                | 30 | 10 | 8  | 12 | 43     | 40     | +3    | 38  | PBP–WPU 1:0 WPU–PBP 2:3 |              |
| 11  | Stal Poniatowa              | 30 | 9  | 8  | 13 | 21     | 37     | −16   | 35  | STA–KAR 2:1 KAR–STA 0:0 |              |
| 12  | Karpaty Krosno              | 30 | 8  | 11 | 11 | 30     | 36     | −6    | 35  | STA–KAR 2:1 KAR–STA 0:0 |              |
| 13  | Stal Mielec                 | 30 | 7  | 13 | 10 | 33     | 33     | 0     | 34  |                         |              |
| 14  | Stal Kraśnik (S)            | 30 | 6  | 8  | 16 | 22     | 43     | −21   | 26  | Spadek do IV ligi       |              |
| 15  | Orlęta Radzyń Podlaski (S)  | 30 | 4  | 9  | 17 | 17     | 41     | −24   | 21  | Spadek do IV ligi       |              |
| 16  | Wisłoka Dębica (S)          | 30 | 4  | 8  | 18 | 21     | 51     | −30   | 20  | Spadek do IV ligi       |              |

* Najlepsi Strzelcy: 15 goli - Łukasz Giza (Wisła Puławy),
14 goli -  Ihor Kozełko (Spartakus Szarowola),
12 goli - Tomasz Płonka (Izolator Boguchwała),
11 goli - Ireneusz Baran (Tomasovia Tomaszów Lubelski), Wojciech Kępka (Wisła Puławy),
10 goli - Stanisław Bednarz (Unia Nowa Sarzyna).